# II-56
De II-56 is een nationale weg van de tweede klasse in Bulgarije. De weg loopt van Sjipka naar Plovdiv. De II-56 is 100 kilometer lang.